# Karl Wilhelm von Byern
Karl Wilhelm von Byern (* 7. März 1737 in Parchen; † 5. Juni 1800 in Elze) war ein preußischer Generalmajor, Chef des Kürassierregiments Nr. 6 und Erbherr auf Lentzke.

## Leben

### Herkunft
Seine Eltern waren der Erbherr von Parchen und Hauptmann Adam Rudolf von Byern (1695–1774) und dessen Ehefrau Hedwig Elisabeth, geborene von Quast aus dem Hause Radensleben.

### Militärlaufbahn
Byern trat am 12. März 1753 als Standartenjunker in das Dragonerregiment Nr. 5. Am 3. August 1756 wurde er Kornett im Garde du Corps. Während des Siebenjährigen Krieges nahm er an den Schlachten von Roßbach, Zorndorf und Liegnitz teil. Zudem erhielt er für Torgau laut Testament des Königs eine goldene Erinnerungsmedaille. In der Zeit wurde er am 18. Februar 1757 Leutnant befördert.
Am 4. März 1766 wurde er Stabsrittmeister und am 23. September 1773 Rittmeister sowie Kompaniechef der 2. Eskadron der Garde in Charlottenburg. Am 28. Oktober 1778 wurde er Major und zog kurz darauf in den Bayerischen Erbfolgekrieg. Am 25. September 1785 wurde er Kommandeur des Regiments und dazu am 2. Juni 1787 Amtshauptmann von Egeln (i. Sa.). Von dort erhielt Byern ein Einkommen von 500 Talern zusätzlich. Im Jahr darauf am 2. Juni 1788 wurde er Oberstleutnant und am 16. Juni 1789 Oberst. Am 23. Mai 1792 erhielt er den Orden Pour le Mérite und am 24. Oktober 1794 wurde er zum Generalmajor ernannt. Am 18. Oktober 1794 führte Byern die Garde, die Infanterieregimenter Nr. 8 und 13 mit Artillerie an den Sammelplatz Landsberg an der Warthe. Am 24. Oktober 1794 zog er über Rogoczno nach Gnesen. Am 23. November 1794 übernahm er in Kutno das Kommando für den General Elsner. Und am 28. Dezember 1794 wurde er zum Chef des Kürassierregiments Nr. 6 ernannt. Von 1796 bis 1800 war er der Observationsarmee an der Weser zugeordnet, ab 1798 stand das Regiment dabei in Bückeburg.

### Familie
Er heiratete am 6. September 1768 Friederike Ulrike Zinnow (1753–1820), eine Tochter des geheimen Finanzrats Johann Christoph Zinnow. Aus der Ehe gingen folgende Kinder hervor:
- Karl (1771–1813), preußischer Kammerherr, Landrat, Herr auf Leine.[2]
- Friedrich (1772–1835), preußischer Rittmeister im Kürassierregiments Nr. 6
- Ludwig (1773–1812), 1806 Hauptmann im Dragonerregiment Nr. 14
- Rudolf (1782–1812), preußischer Major; ⚭ 26. August 1805 Marianne von Bismarck (1782–1840)
- Ulrike Karoline (1778–1803) ⚭ Georg Ludwig von Welck (1773–1851), Rittmeister im KR. 6.
- Karoline Adelheid (1786–1843) ⚭ Ernst von Pfuel (1779–1866), preußischer General der Infanterie, Kriegsminister und Ministerpräsident
- Eugen (1789–1866), preußischer Rittmeister

I: ⚭ 15. Oktober 1815 (1826 geschieden) Philippine von Heydebrand und der Lasa (1793–1855)
II. ⚭ N. N. Witwe von Carl von Bieberstein.
- Tochter (1779; † nach 1786)
- Tochter (* 1785; † nach 1786)
- Eduard (1793–1814), preußischer Sekondeleutnant